# Laid
Laid è il quinto album in studio del gruppo musicale inglese James, pubblicato nel 1993.

## Tracce
1. Out to Get You – 4:26
2. Sometimes (Lester Piggott) – 5:10
3. Dream Thrum – 4:47
4. One of the Three – 4:08
5. Say Something – 3:26
6. Five-O – 5:25
7. P.S. – 5:04
8. Everybody Knows – 3:28
9. Knuckle Too Far – 4:39
10. Low Low Low – 2:51
11. Laid – 2:36
12. Lullaby – 3:49
13. Skindiving – 5:41